# Charadrius nivosus
El chorlitejo blanco (Charadrius nivosus), también conocido como chorlo nevado, chorlo níveo, frailecillo blanco o playero corredor, es una especie de ave charadriiforme de la familia Charadriidae propia de América.
Aunque fue considerado durante mucho tiempo como una subespecie del chorlitejo patinegro (Charadrius alexandrinus), las investigaciones genéticas recientes sugieren que debería considerarse como una especie distinta, y tanto la American Ornithologists' Union y el Congreso Ornitológico Internacional la reconocen como tal.

## Taxonomía y distribución

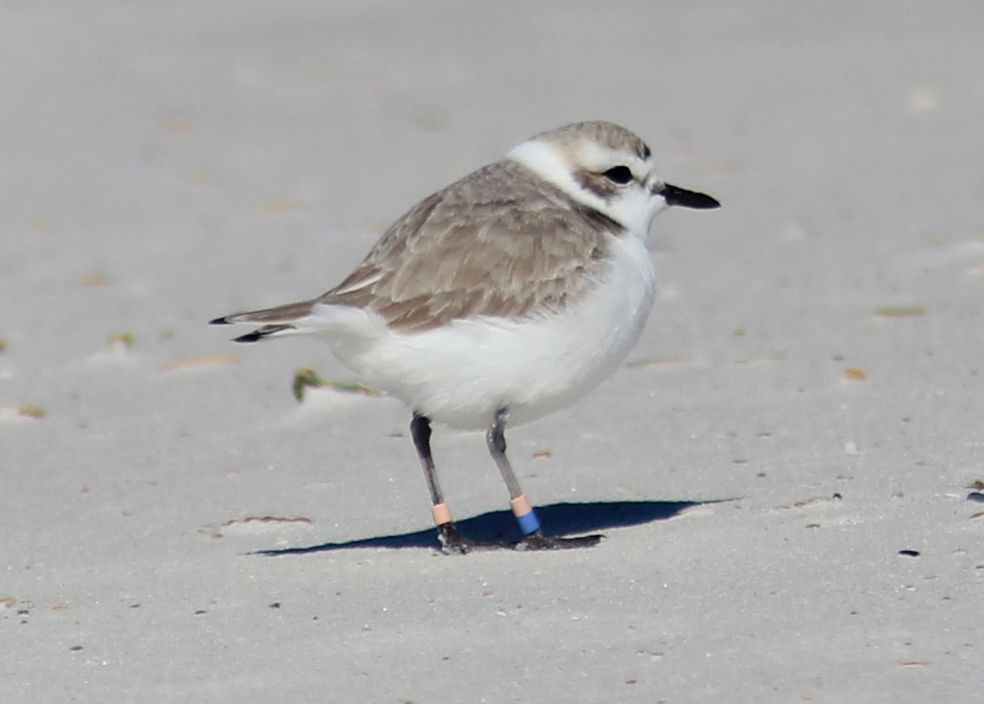
Fotografía de un Chorlitejo blanco con su plumaje de invierno

La investigación genética publicada en 2009 sugiere fuertemente que el chorlito nevado es una especie separada del chorlitejo patinegro, y en julio de 2011, el Congreso Ornitológico Internacional y el comité del AOU norteamericano le han reconocido como especie separada. Otros comités taxonómicos están revisando la relación.
Físicamente los chorlos nevados tienen las patas más cortas, son más pálidos y más grisáceo en la parte superior que su especie hermana del Viejo Mundo.
Se reproduce en Ecuador, Perú, Chile, el sur y el oeste de Estados Unidos y el Caribe.